# New Hartford (wieś)
New Hartford – wieś w Stanach Zjednoczonych, w stanie Nowy Jork, w hrabstwie Oneida.